# Paramicrodeutopus schmitti
Paramicrodeutopus schmitti is een vlokreeftensoort uit de familie van de Aoridae. De wetenschappelijke naam van de soort is voor het eerst geldig gepubliceerd in 1942 door Clarence Raymond Shoemaker.